# Time-lapsefotografie

Time-lapsefilm van een bloeiende geranium

Time-lapsefotografie is een filmtechniek waarbij er minder beelden per tijdseenheid opgenomen worden dan de framerate bij het afspelen. Dit levert een versnelde film op, waardoor effecten zichtbaar gemaakt kunnen worden die normaal te traag zouden verlopen om waar te nemen. In dat opzicht is het het tegenovergestelde van filmen met een hogesnelheidscamera.

## Geschiedenis
Time-lapsefotografie werd voor het eerst voorgesteld in 1888 door Ernst Mach. De eerste toepassing van het idee vond plaats in 1897-1898 in Georges Méliès' verloren gegane korte film Carrefour de l'opéra. Een jaar later paste de Duitse botanicus Wilhelm Pfeffer de techniek voor het eerst toe voor wetenschappelijke doeleinden. Hij filmde elf dagen lang de groei van Vicia faba.

## Werkwijze
Het concept achter time-lapsefotografie is vrij simpel. In het onderstaande voorbeeld wordt een film opgenomen met 6 beelden per seconde en afgespeeld met 24. Dit levert een film op waarbij bewegingen vier keer sneller gaan dan normaal.
Afhankelijk van de gewenste versnelling kunnen zowel film- als fotocamera's gebruikt worden voor het maken van een time-lapsefilm. Bij filmcamera's kan de opnamesnelheid verlaagd worden, bij fotocamera's kan gebruikgemaakt worden van een intervalometer of een eventueel aanwezige interne time-lapsefunctie. Moderne camera's kunnen ook vaak aangestuurd worden door een pc (remote capture). Klassieke onderwerpen van time-lapsefilms zijn groeiprocessen van planten en dieren, rottingsprocessen, bouwprojecten en de bewegingen van wolken en hemellichamen.
Een drive-lapse is een time-lapse waarbij de camera zelf beweegt of een bepaalde afstand aflegt, bijvoorbeeld tijdens een autorit.